# Cadafaz (Celorico da Beira)
Cadafaz ist ein Ort und eine ehemalige Gemeinde (Freguesia) im portugiesischen Kreis Celorico da Beira. Die Gemeinde hatte 140 Einwohner (Stand 30. Juni 2011).
Am 29. September 2013 wurden die Gemeinden Cadafaz und Rapa zur neuen Gemeinde União das Freguesias de Rapa e Cadafaz zusammengeschlossen.